# Virahanka
Virahanka (Devanagari: विरहाङ्क) fue un prosódista indio (prosódica), que también es conocido por su trabajo en matemáticas. Pudo haber vivido en el siglo VI, pero también es posible que fuera en el siglo VIII.
Su obra sobre la prosodia se basa en el Chhanda-sutras de Pingala (siglo IV a. C.) y fue la base de un comentario del siglo XII de Gopala (Gopala).